# Force basque
Les épreuves de force basque (Deporte rural vasco en espagnol, Herri kirolak en basque) ont leur origine dans l'exercice des travaux quotidiens. Depuis des siècles, les jeunes basques se lançaient des défis d'une ferme à l'autre.

Du travail de la forêt du Pays basque sont nés les « Aizkolariak » - bûcherons qui travaillent à la hache ou « Arpanariak », les scieurs au passe partout. Des travaux du bâtiment, cathédrales, monastères, … sont à l'origine du harri-jasotze - ceux qui soulèvent les pierres. Des travaux des champs et de la ferme sont nées plusieurs épreuves, dont les plus connues et pratiquées sont : « Lastoaltxatzea », le lever de la paille à la fourche ou à la poulie, « Orga joko », le levé de la charrette, zakulasterka, la course aux sacs individuelle ou en relais, et « Untziketariak », le parcours avec les pichets de lait. Il y a enfin le « Sokatira » ou tir à la corde, discipline internationalement connue et pratiquée dans pas moins de 14 pays.

## Intégration aux sports locaux
La force basque est intégrée dans cet ensemble de sports dits locaux et une fédération mondiale regroupe sous le sigle sports locaux tous jeux sportifs locaux. En 1992, à Bonn, a eu lieu la première Olympiade des sports locaux. 38 pays furent représentés. Les Basques avaient délégué 6 athlètes. Pendant 3 jours, des joutes et des démonstrations eurent lieu. En journée de clôture, devant plus de 100 000 spectateurs, les Basques furent déclarés vainqueurs grâce à leurs prouesses sportives et à la qualité de leur présentation.

## Les épreuves de force basque

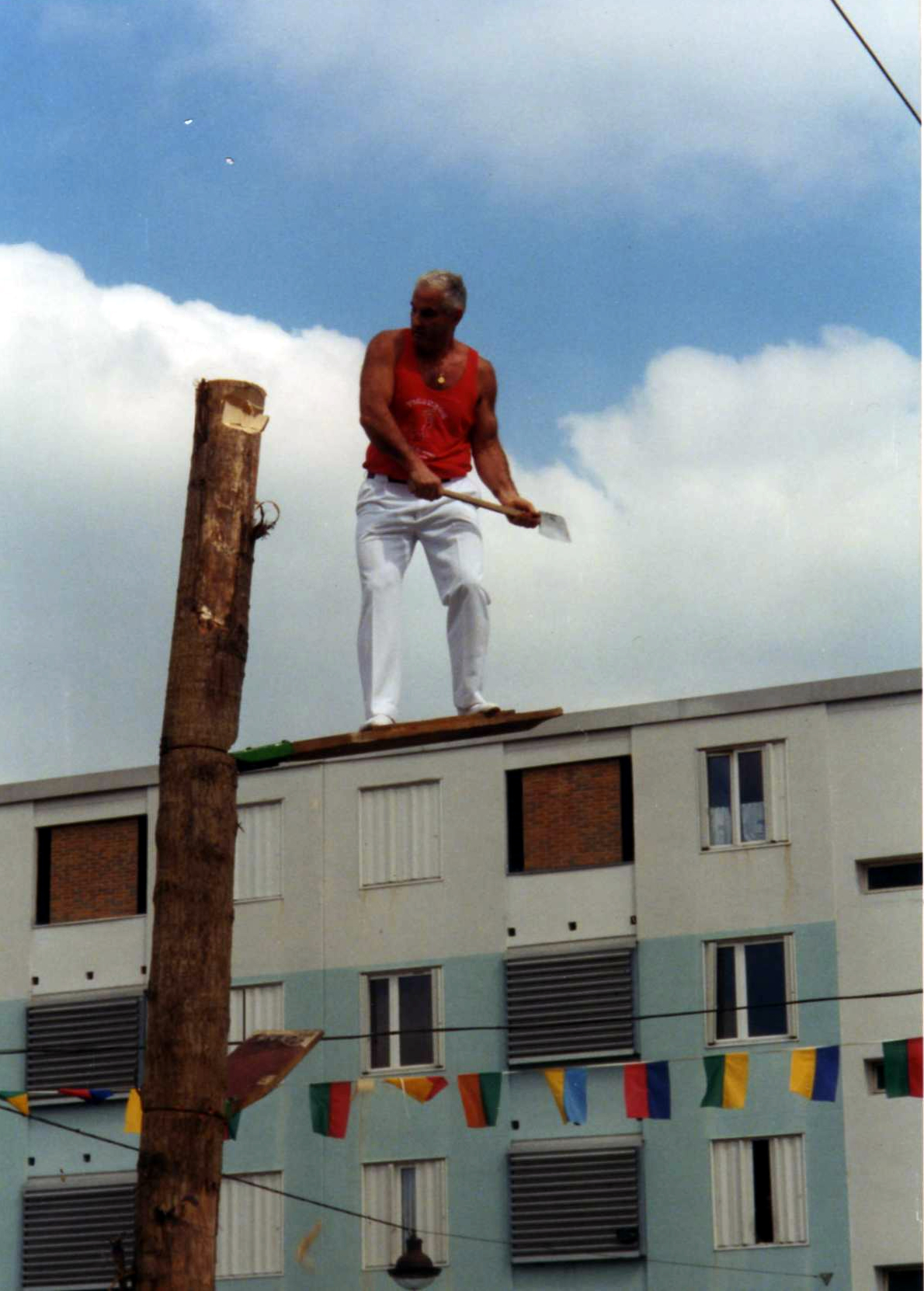
José Vicondoa à Mourenx (P.A.)

Il existe actuellement 16 disciplines sportives que le gouvernement basque reconnaît officiellement comme Deporte Rural Vasco (sport rural basque) :
- Aizkolariak (bûcherons) : il s'agit de couper le plus rapidement  possible un nombre de troncs de hêtre donné, d'un diamètre de 35 à 60 cm. Les troncs sont disposés horizontalement, verticalement au sol et à 6 mètres de hauteur.

Coupe de troncs avec hache (Aizkolaritza) : les sportifs reçoivent le nom d' aizkolariak (pluriel basque). Le sport a son origine non dans la coupe d'arbres mais dans la coupe de bois de chauffage. Il consiste à couper une certaine quantité de troncs d'un certain diamètre au moyen d'une hache. Les troncs se disposent généralement au sol, préalablement préparés en position horizontale, de telle sorte que l'aizkolari les attaque debout sur ceux-ci. Concourent généralement plusieurs aizkolariak à la fois. Traditionnellement, les aizkolaris étaient aussi korrikalariak (pluriel basque), combinant la coupe de troncs avec des courses à pied. Cette épreuve se déroule généralement dans les frontons, arènes et places de villages. La principale compétition est l'Urrezko Aizkora (Hache d'Or).
- Les différentes disciplines de traction de pierre. Ces remorquages ont lieu sur une place spécialement aménagée qui reçoit le nom de probaleku (endroit de concours), où les participants doivent traîner une pierre de grande taille pendant une période de temps préétabli, le plus grand nombre de tours possible. Les différentes disciplines se différencient par le type de trainage de la pierre :

- - Entraînement de la pierre par des bœufs (idi dema ou idi proba) : les pierres sont entraînées à l'aide de bœufs. C'est la discipline d'entraînement la plus courante.
  - Entraînement de la pierre par des ânes (asto proba).
  - Entraînement de pierre par des chevaux (zaldi proba).
  - Entraînement de pierre par des hommes (gizon proba). Il ne peut pas disposer d'aide d'une force animale.

- Zaku lasterka ou Zalulariak (sprint avec un sac sur l'épaule) : il s'agit d'une course en relais. Elle engage une équipe de trois  coureurs, utilisant comme témoin un sac de maïs de 81 kg. Cette épreuve existe aussi en course individuelle.

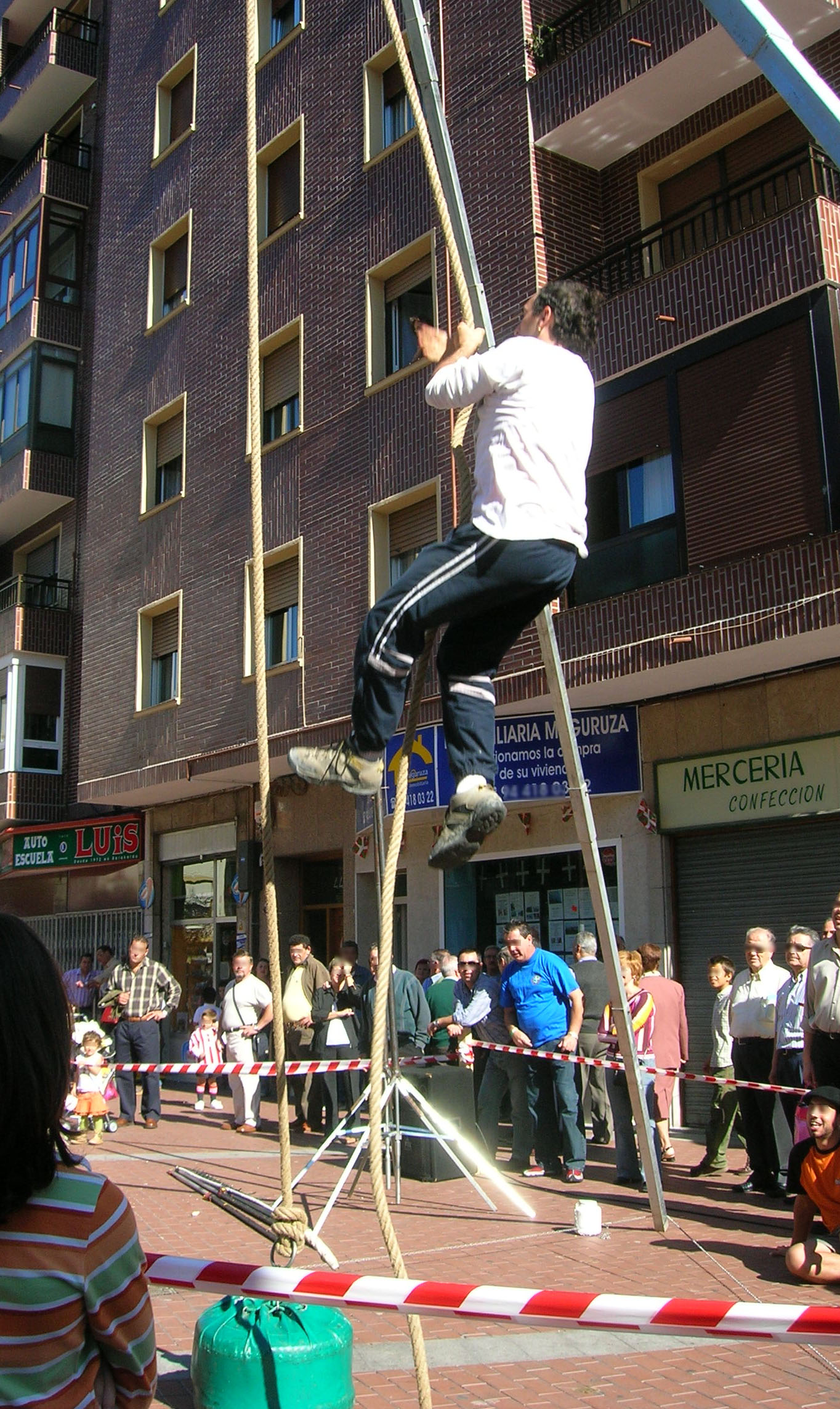
Lever de bottes de paille

- Lasto altxatzea ou lasto altxari (lever de ballots de paille) : le concurrent hisse une botte de paille de 45 kg au bout d'une corde, à l'aide d'une poulie, à une hauteur de 8 mètres. Le mouvement se répète le plus grand nombre de fois en deux minutes.

Une autre épreuve se déroule avec un ballot de 14 kg qu'il s'agit, à l'aide d'une fourche, de faire passer par-dessus une barre transversale et ce, le plus haut possible.
- Harri altxatzea (lever de la pierre) : l'athlète soulève des pierres de différents poids (250 à 300 kg) et les hisse sur son épaule. L'épreuve dure 4 minutes.

- Lokotxa (ramassage d'épis de maïs): Au début du XIXe siècle, ce jeu se pratiquait en pays basque sud (Hegoalde) et, plus particulièrement, An Guipuscoa. Aujourd'hui, il fait partie intégrante des championnats des jeux et sports basques, des sept provinces historiques.

Ce jeu est très simple dans sa conception: chaque concurrent dispose d'un grand panier d'osier qu'il va devoir remplir avec des épis de maïs ou des bâtonnets. Ceux-ci sont disposés à terre, tous les 1,25 m depuis le panier. Ces épis sont alignés et chaque concurrent les ramasse dans l'ordre qu'il désire. Mais, à chaque course, le coureur ne peut prendre qu'un seul épi qu'il devra déposer ou lancer dans le panier. Si l'épi tombe à côté, le concurrent doit venir le ramasser et le déposer à l'intérieur. La perte de temps et la fatigue supplémentaire occasionnée sont synonymes de défaite irrémédiable si le concurrent fait tomber deux ou trois épis durant l'épreuve. Il faut donc faire des choix, ou lancer ou déposer. Ce ne sont que multitude de petits sprints : 25 à 100 allers-retours.
- Untziketariak ou Esneketariak (épreuve des bidons) : c'est une épreuve individuelle. Chaque concurrent devra parcourir la distance la plus grande avec un bidon de 41 kg à chaque main.

- Segalariak (faucheurs) avec une faux.

- Soka tira (tir à la corde) : Sans doute le plus connu des sports basque avec la pelote. l'épreuve réunit huit hommes par cordée.  Pour vaincre, chaque équipe devra tirer son adversaire sur 4 mètres. L'épreuve se déroule en deux manches gagnantes. Considéré comme un sport rural au Pays basque, il s'agit toutefois d'un sport mondialement connu qui dispose d'une fédération de Soka Tira et compétitions internationales. Il a été sport olympique dans les premières olympiades de l'ère Moderne.

- Trontzariak: les trontzariak (bucherons/scieurs) doivent couper des troncs. Cette discipline regroupe plusieurs catégories.

- Arpanariak (scieurs avec passe-partout) : il s'agit pour une équipe de deux sportifs d'effectuer plusieurs coupes le plus rapidement possible sur un tronc de 60 à 75 cm de diamètre, avec une scie passe-partout.

## Autres modalités assimilables à la force basque
Il existe d'autres modalités sportives que, pour une raison ou une autre, on considère généralement comme sport rural basque, même si elles ne sont pas fédérées comme tels.
- Imitant les tractions de pierre par le bétail, depuis l'année 2000, dans la Vallée de Trapagaran (Biscaye), ont lieu des compétitions de traction de pierre par des escargots. Ces tractions imitent quelques caractéristiques du sport traditionnel (la forme et les couleurs des pierres), mais il leur manque l'intervention physique des hommes, qui est très importante dans les compétitions avec des bœufs, chevaux ou ânes.

- Lancer de palanka ou barre à mine : il y a eu une époque où il a été un des sports ruraux des plus répandus, bien qu'il ait pratiquement disparu actuellement. Au XVIIIe siècle il était pratiqué dans toutes les provinces basques. Sa pratique a été réduite tout au long du XIXe siècle, bien qu'elle subsiste avec force dans des zones du Guipuscoa (Oiartzun, Gaztelu, Errezil, Azpeitia) jusqu'à sa disparition de cette pratique habituelle dans le second tiers du XXe siècle. La barre à mine était un outil de travail utilisé dans l'industrie minière. Le sport était très simple : il consistait à lancer la barre à mine le plus loin possible. Le sportif recevait le nom de palankari. Il existait plusieurs façons de lancer cette palanka. Les paris étaient normalement effectués dans un pré près du village et le poids de ces barres était variable, il n'était pas réglementé, bien qu'évidemment dans un pari il devait être le même pour tous les concurrents. Comme donnée curieuse il convient de dire que l'athlète et aventurier Miguel de la Quadra-Salcedo[2] a battu le record du monde du lancer de javelot en utilisant la technique de lancer des palankaris (qui faisaient tourner la barre pendant le vol). Une modification ultérieure du règlement a annulé le record du monde et a interdit cette technique dans le lancer du javelot.

Palankari consiste à perforer des blocs de pierre par des coups et de la rotation avec une barre métallique (barre à mine). Elle est aussi issue d'une tâche traditionnelle, mais avec une origine dans l'industrie minière au lieu de l'agriculture. Dans les cavités ainsi perforées on plaçait les bâtons de dynamite, qui éclataient la roche. Cette activité était pratiquée dans les anciens secteurs miniers de la Biscaye occidentale.

Aujourd'hui ce jeu ne survit qu'une fois l'an, à Ahusquy, en haute Soule, où il demeure l'apanage de quelques familles souletines. La palanka pèse de 5 à 15 kg. Il existe trois façons de lancer:
1. Apetxo edo zuzenkara: lancer de face, un pied sur la ligne, l'autre en arrière.
2. Zankarte: lancer de face, les deux pieds au ras de la ligne.
3. Zankha-gibel: lancer de face, entre les jambes, avec ou sans élan. En Pays Basque sud, la discipline la plus appréciée était celle de jira erdian, le palankari lâchait la palanka après avoir tournoyé plusieurs fois sur lui-même[1].

Modalités locales de l'athlétisme : les carrières de korrikalariak (pluriel basque) sans sac, à ciel ouvert ou dans les probaderos et places où se pratique le sport rural. Anciennement étaient généralement combinés des épreuves de courses avec des épreuves d'aizkolariak. Actuellement les korrikalariak ont été assimilés à l'athlétisme.

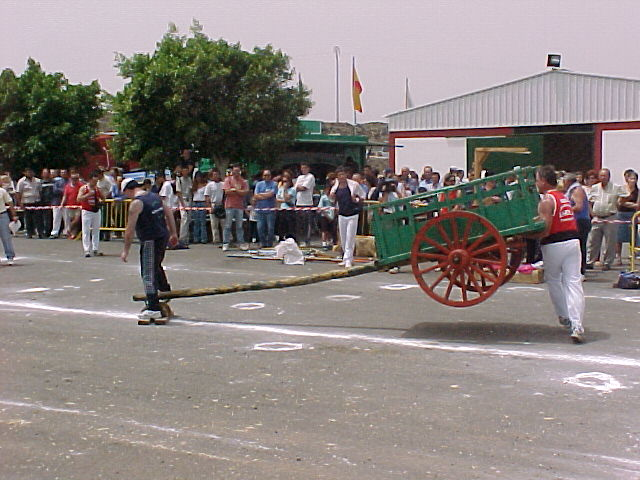
Exhibition d'"orga joko" dans une foire aux bestiaux à Fuerteventura.

- orga joko: Consiste à faire tourner le plus possible de fois une charrette fixée sur son timon. La distance se calcule sur la circonférence. Il n'y a pas de règles universelles, bien qu'à Donapaleu - Saint-Palais, par exemple, la charrette pèse 350 kilos.

- Modalités locales de jeu de quilles : Il existe au Pays Basque de nombreuses variantes du jeu de quilles qu'on pratique généralement dans le milieu rural. Contrairement au Béarn, où on joue avec 3 ou 6 quilles, dans la modalité traditionnelle du Lapurdi/Labourd il est joué avec 9 quilles. On les place en carré sur une surface plate, la longueur d'une quille séparant les quilles entre elles. Celle du centre porte un repère spécial. Les joueurs lancent une boule de bois entre 3 et 4 kilos depuis un point situé à 15 mètres de la quille centrale. En Alava il existe 9 variantes de ce jeu de quilles.

- Régates de traînières (aviron). Partagent avec le sport rural son origine dans des activités de travail traditionnelles, dans ce cas la pêche. Elles sont traditionnelles en Pays Basque, un bateau d'aviron au banc fixe connu comme traînière. Les compétitions de traînières sont très populaires, non seulement au Pays Basque, mais dans toute la côte nord de l'Espagne.

- Tonte de brebis:

- Concours de chiens de bergers.

- Pelote basque : Étant donné leur origine basque et leur forte implantation dans le milieu rural basque, certain le considèrent comme un sport rural, bien qu'il ne le soit strictement pas. Il est différencié de ceux-ci, parce qu'il n'a pas son origine dans une activité de travail. Elle a toujours été une activité ludique et un jeu. Elle compte avec une fédération internationale et a été sport de démonstration dans plusieurs olympiades.

- Jeux d'oies, en chaloupe ou à cheval.

De même, il y a des activités ludiques traditionnelles pour des adultes qui requièrent un grand exercice physique, mais dans lesquelles il n'y a pas une compétition organisée, comme les soka-muturrak avec des taureaux et des génisses.

## Concours
Au Pays basque français, les festivals de force basque de Saint-Étienne-de-Baïgorry (Trophée de Basse-Navarre) et de Saint-Palais sont les plus renommés de la discipline.

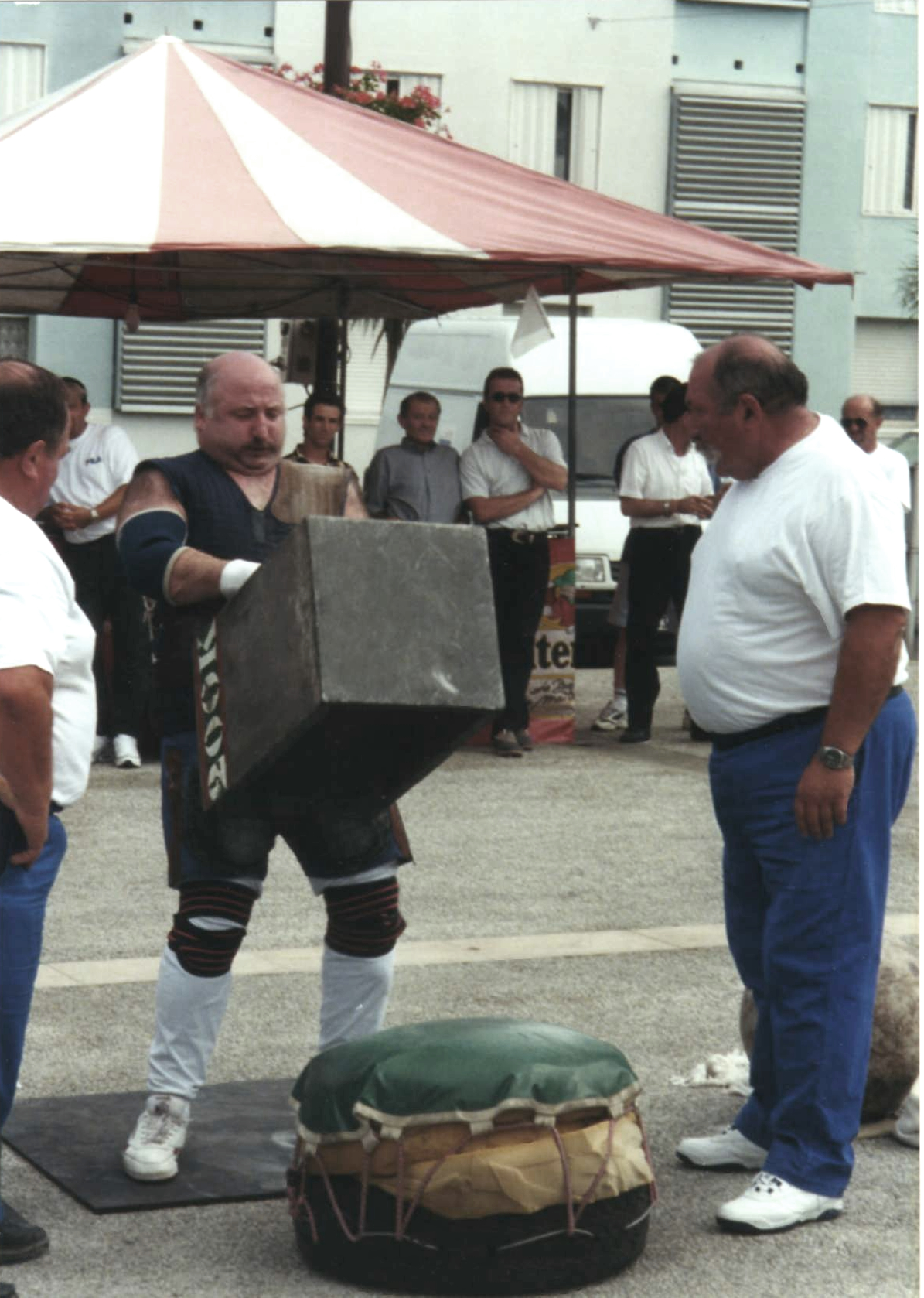
Lever de pierre à Mourenx (P.A.)
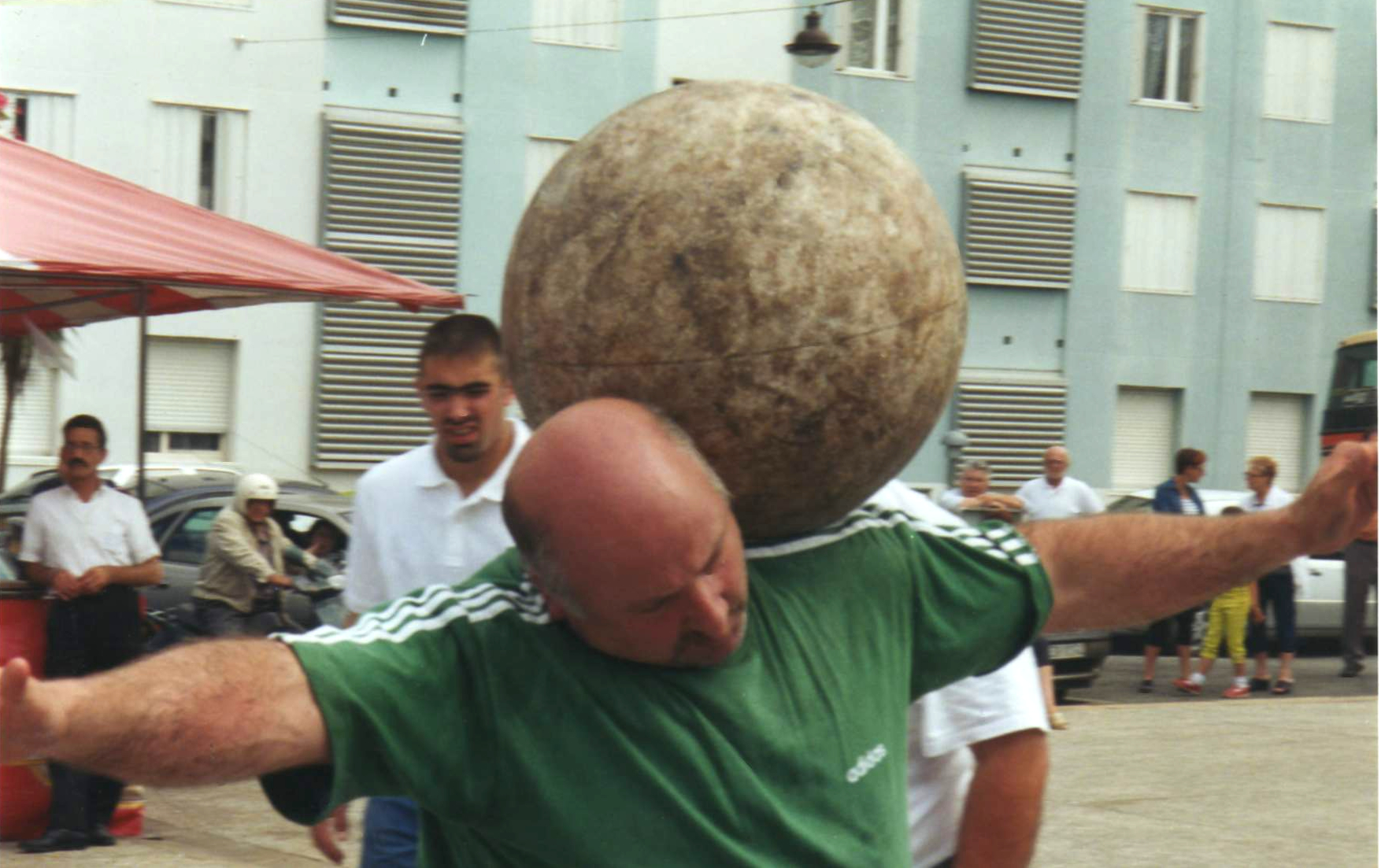
Lever de pierre sphérique à Mourenx (P.A.)
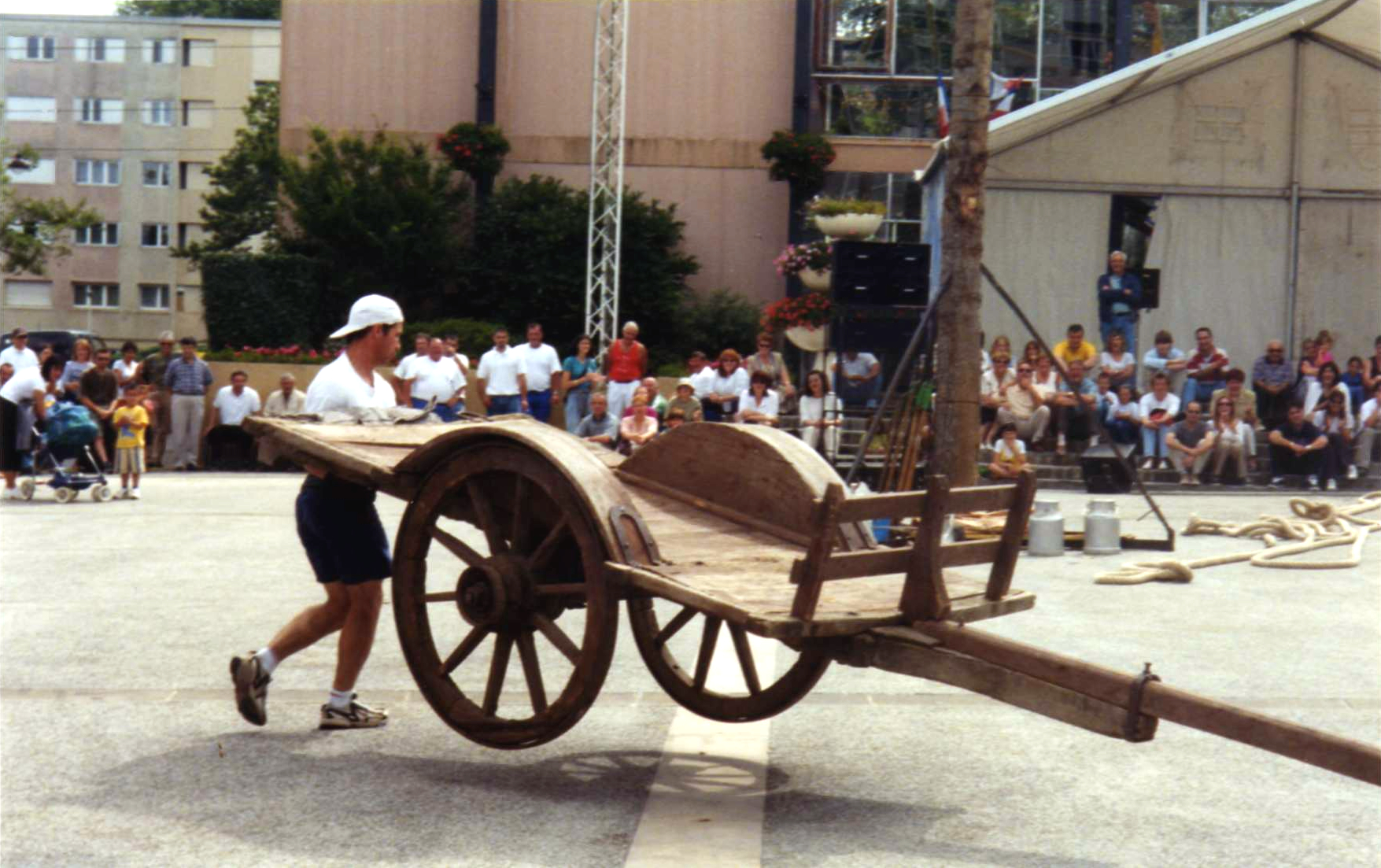
Lever de charrette à Mourenx (P.A.)
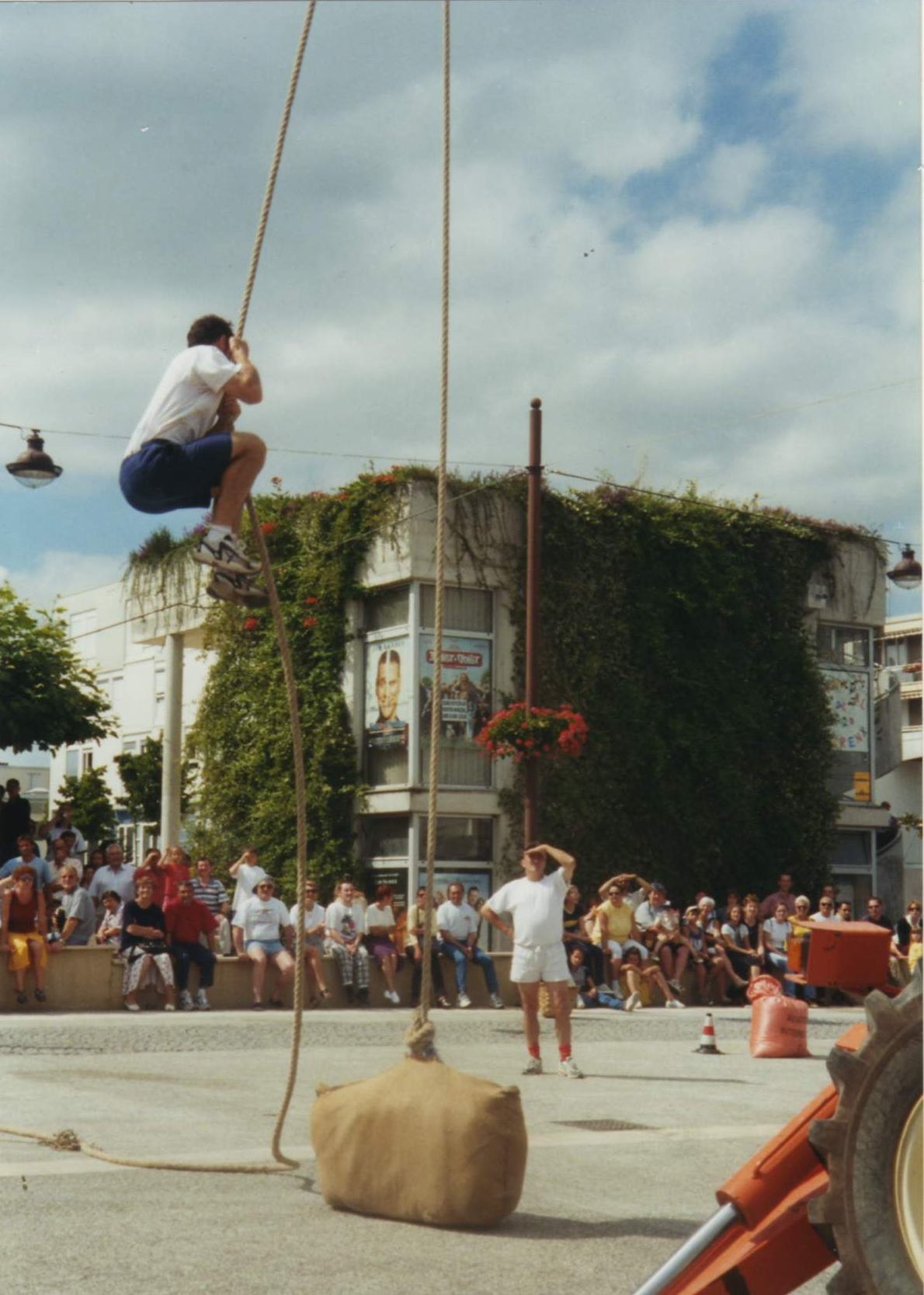
Lever de botte de paille à Mourenx (P.A.)
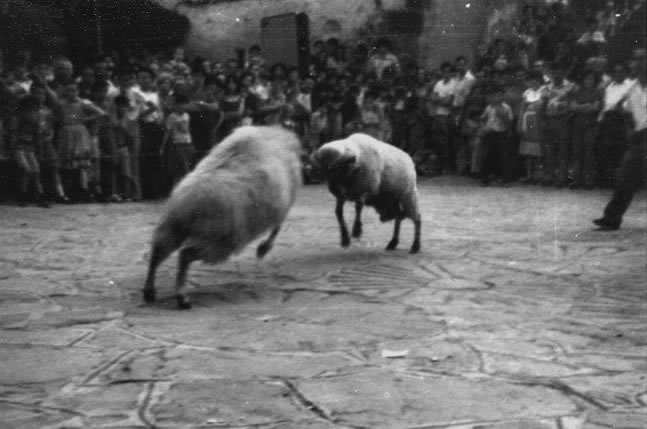
Combat de béliers à Zubieta (Navarre)
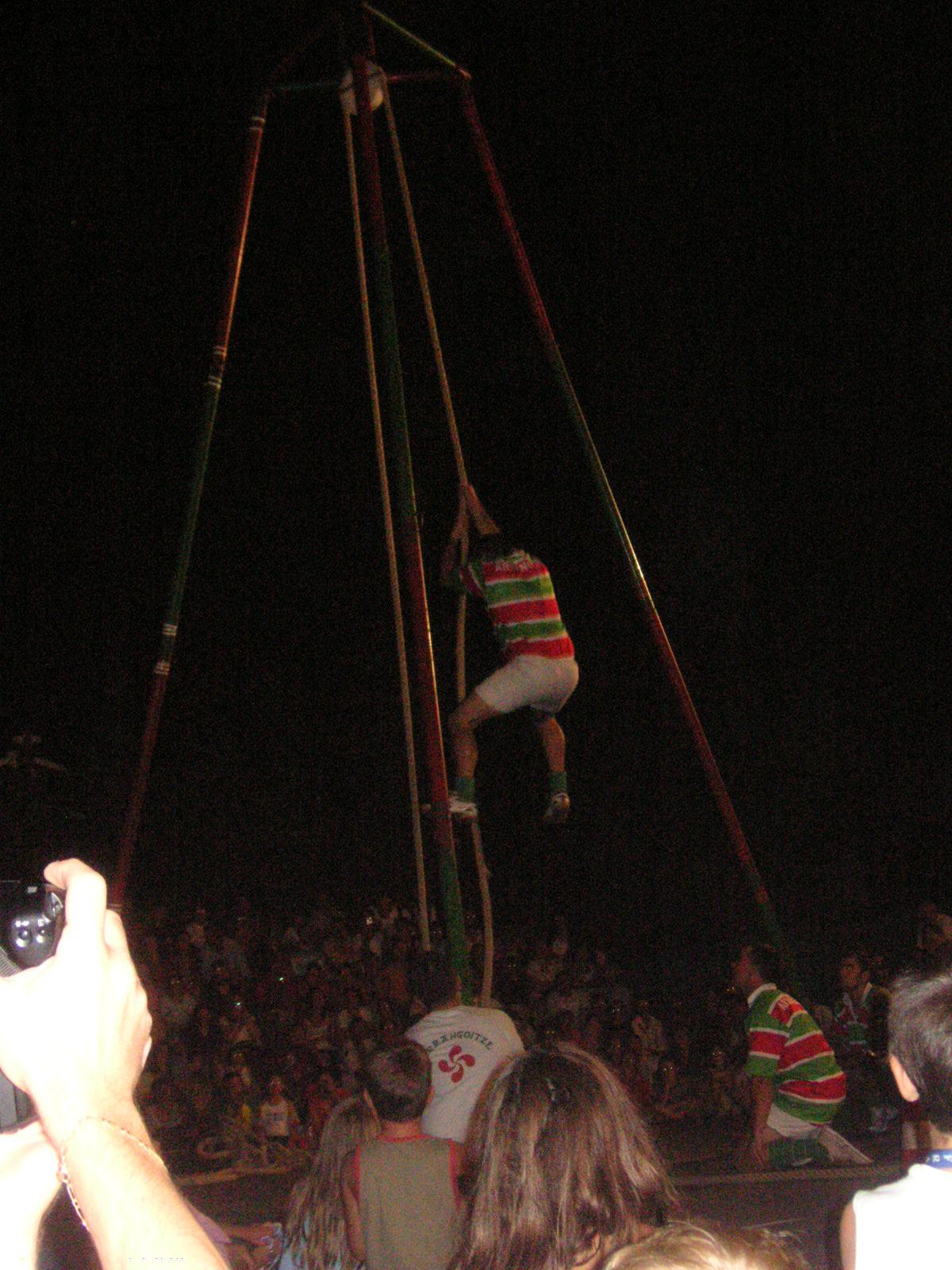
Épreuve du lever de paille
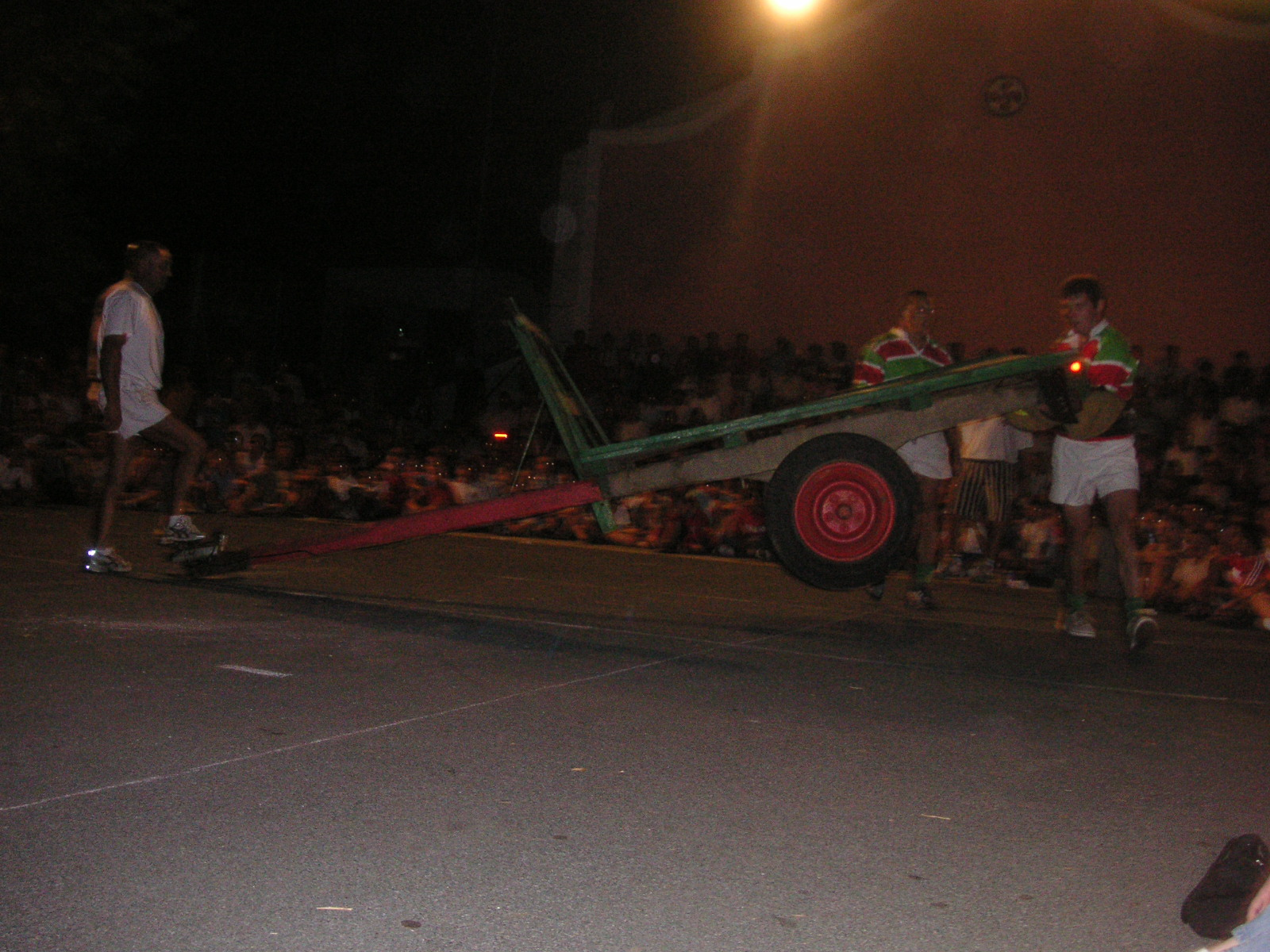
Épreuve de la charrette
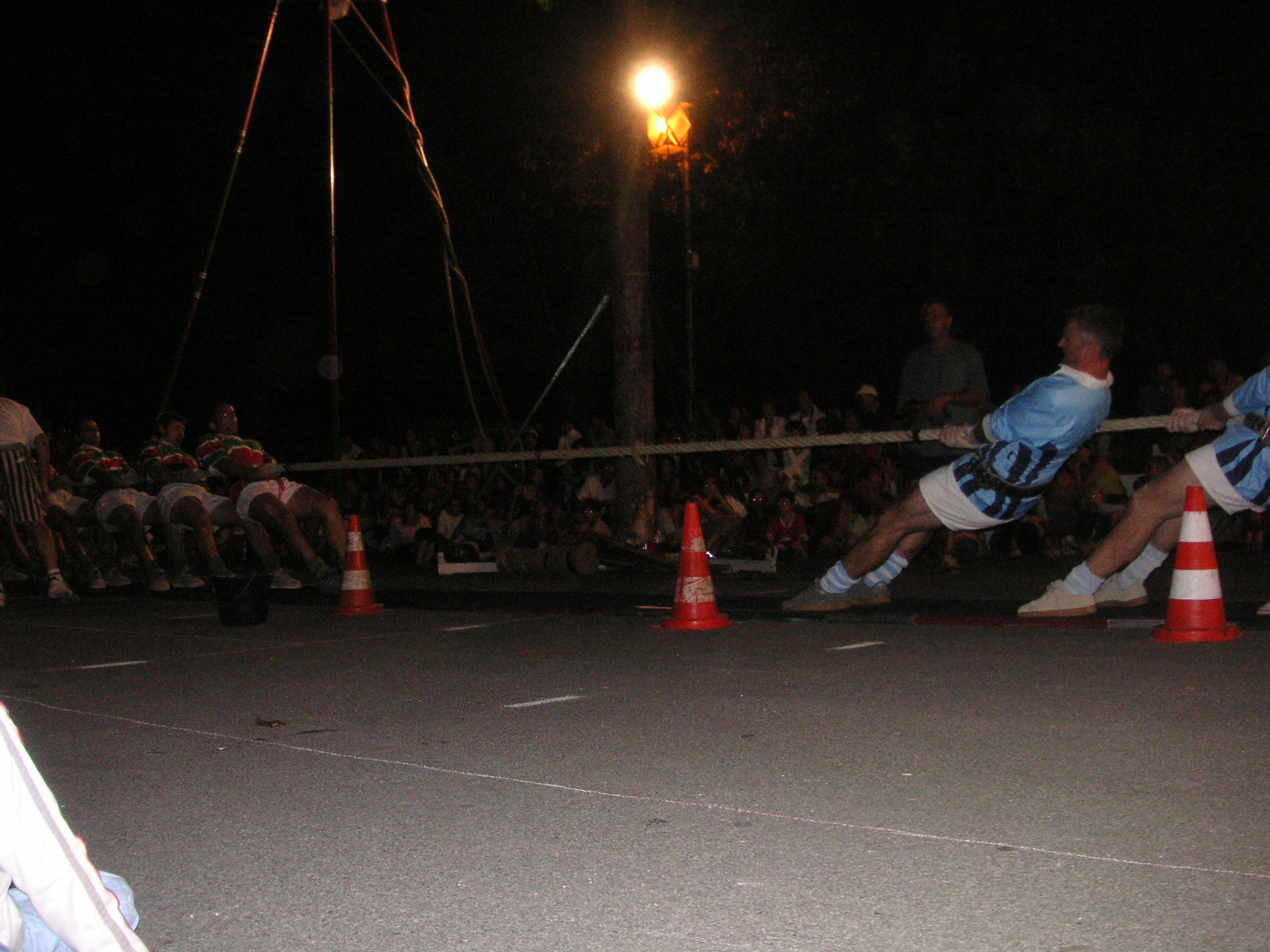
Épreuve du tir à la corde